# Рябинкин, Фёдор Трофимович
Фёдор Трофимович Рябинкин (1859—?) — русский военный деятель, генерал-лейтенант (1916). Герой Первой мировой войны.

## Биография
В 1877 году получил образование во Владимирско-Киевском кадетском корпусе и вступил в службу. В 1879 году после окончания Павловского военного училища произведён в подпоручики и определён в Литовский лейб-гвардии полк и переименован в прапорщики гвардии. С 1883 года подпоручик гвардии, с 1885 года поручик гвардии.
С 1892 года после окончания Николаевской академии Генерального штаба по I разряду произведён в штабс-капитаны гвардии и переименован в капитаны генерального штаба, старший адъютант штаба 7-й пехотной дивизии. С 1893 года ротный командир Литовского лейб-гвардии полка. С 1894 года обер-офицер для поручений при штабе 19-го армейского корпуса. В 1895 году произведён в подполковники и назначен штаб-офицером для особых поручений при штабе  Варшавского военного округа. В 1899 году произведён в полковники, батальонный командир 28-й Полоцкого пехотного полка. С 1900 года начальник штаба 7-й пехотной дивизии.
С 1903 года штаб-офицер при управлении 47-й резервной пехотной бригады.
С 1904 года участник Русско-японской войны, командир 15-го стрелкового полка. В 1905 году произведён в генерал-майоры, командир 1-й бригады 5-й стрелковой дивизии. С 1906 года генерал для поручений при командующем войсками Кавказского военного округа.
С 1914 года участник Первой мировой войны, начальник штаба 4-го Кавказского армейского корпуса.  С 1915 года генерал для поручений при командующем Кавказской армией. С 1916 года генерал-лейтенант, командующий 39-й пехотной дивизии.  10 июня 1916 года «за храбрость» был награждён орденом Святого Георгия 4-й степени.
20 июля 1916 года «за храбрость» был награждён Георгиевским оружием.
С 22 мая 1916 года состоял в резерве чинов при штабе Кавказского военного округа.

## Награды
- Орден Святого Станислава 3-й степени  (1896)
- Орден Святой Анны 3-й степени (1902)
- Орден Святой Анны 2-й степени (1906)
- Орден Святого Владимира 3-й степени  (1908)
- Орден Святого Станислава 1-й степени (1912)
- Орден Святого Георгия 4-й степени (ВП 10.06.1916)
- Георгиевское оружие (ВП 20.07.1916)